# Angelo Paino
Angelo Paino (ur. 21 czerwca 1870 w Santa Marina Salina, zm. 29 lipca 1967 w Mesynie) – włoski duchowny katolicki, arcybiskup metropolita Mesyny w latach 1923-1963.

## Życiorys
Święcenia kapłańskie otrzymał 16 września 1894 roku i inkardynowany został do diecezji Lipari.
12 lipca 1909 papież Pius X mianował go ordynariuszem rodzinnej diecezji. Sakry udzielił mu metropolita Letterio D’Arrigo Ramondini. 10 stycznia został koadiutorem arcybiskupa Mesyny. Sukcesję przejął 10 lutego 1923. Na emeryturę przeszedł po 40. letnich rządach 7 marca 1963 roku i otrzymał wówczas biskupią stolicę tytularną Serrae.
Od śmierci w lutym 1966 swego rodaka, arcybiskupa Dionigio Casaroliego, był najstarszym żyjącym katolickim hierarchą.